# Jackie (Ciara)
Jackie è il sesto album in studio della cantante statunitense Ciara, pubblicato nel 2015.

## Tracce
1. Jackie (B.M.F.) – 5:28
2. That's How I'm Feelin' (con Pitbull e Missy Elliott) – 3:58
3. Lullaby – 3:46
4. Dance like We're Making Love – 4:16
5. Stuck On You – 4:10
6. Fly – 4:06
7. I Bet – 4:47
8. Give Me Love – 3:20
9. Kiss & Tell – 3:43
10. One Woman Army – 3:54
11. I Got You – 4:56

## Formazione
- Ciara - voce
- Patrick Hayes - basso, chitarre
- Łukasz Sebastian Gottwald - basso, batteria, chitarra, tastiere, synth, cori
- Harvey Mason, Jr. - batteria
- Henry Russell Walter - batteria, tastiere, cori
- Edgar Etienne - chitarre
- Briss - tastiere
- Chloe Angelides - cori
- Jeremy Coleman - cori
- Jacob Kasher Hindlin - cori
- Alexander Castillo Vasquez - cori
- Henry Walter - cori